# قدرت بالاتر
«قدرت بالاتر» (به انگلیسی: Higher Power) ترانه‌ای از گروه راک بریتانیایی کلدپلی از نهمین آلبوم استودیویی
موسیقی کیهانی است. این ترانه در ۷ مهٔ ۲۰۲۱ به‌عنوان تک‌آهنگ آغازین این آلبوم منتشر شد.